# Аргаяш (озеро, Миасс)
Аргая́ш — озеро в Челябинской области, северо-западнее города Чебаркуль и юго-западнее Миасса. Находится на территории Ильменского заповедника.

## География
Западнее находится Ильменское озеро, восточнее Большой Кисегач, Теренкуль, Еловое и Чебаркуль. В 3 километрах на северо-запад есть остановочный пункт ЮУЖД 2008 км.
Недалеко из маленького пруда вытекает река Гудковка, которая впадает в Еловое.
Административно входит в городской округ Миасс.

## Название
На ландкарте Исетской провинции 1742 года озеро указано под названием Агаяш. В записях XIX века встречается в форме Яргояш. Воспроизводится от башкирских слов: яр — «берег» и кояш — «солнце» и переводится как «солнечный берег». Соответствует и древнему тюркскому личному мужскому имени Агайяш или Аргайяш, Ергаяш. В источниках XVIII века записано Ергаяш.

## Растительный и животный мир
Дно озера песчаное. Здесь плавают лебеди, а в прилежащем лесу много глухарей. Также встречается кудрявый пеликан, занесённый в красную книгу.